# Mes vingt-cinq jours
Mes vingt-cinq jours est une nouvelle de Guy de Maupassant, parue en 1885.

## Historique
Mes vingt-cinq jours est initialement publiée dans le quotidien Gil Blas du 25 août 1885.

## Résumé
Journal d'un curiste venu passer vingt-cinq jours à Châtel-Guyon pour y soigner son foie, son estomac et maigrir un peu. La rencontre de deux jolies femmes agrémente le séjour...

## Édition
- 1885 - Mes vingt-cinq jours, dans Gil Blas
- 1900 - Mes vingt-cinq jours, dans Le Colporteur, recueil de nouvelles (posthume) chez l'éditeur Ollendorff.
- 1979 - Mes vingt-cinq jours, dans Maupassant, Contes et Nouvelles, tome II, texte établi et annoté par Louis Forestier, éditions Gallimard, Bibliothèque de la Pléiade.